# Micronésia

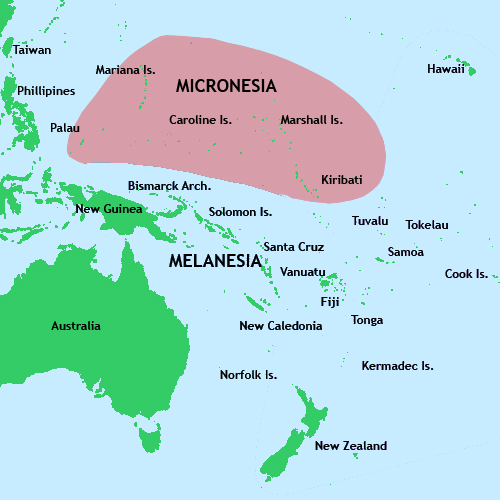
Mapa da Micronésia.

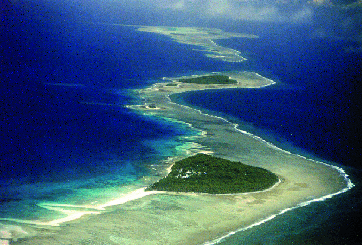
Ulithi, um atol nas Ilhas Carolinas.

Micronésia (do grego μικρόν = pequeno e νησί = ilha) é uma região do oceano Pacífico ocidental localizada entre as Filipinas a oeste, a Indonésia a sudoeste, a Nova Guiné e a Melanésia a sul e a Polinésia a sudeste e leste.
É formada por centenas de pequenas ilhas agrupadas em vários arquipélagos e divididas por sete territórios:
- As Ilhas Marianas, divididas entre[1]
  - as Ilhas Marianas do Norte (um Estado Livre Associado aos Estados Unidos) e
  - o Território de Guam (uma dependência dos Estados Unidos),
- As Ilhas Carolinas, que agrupam[1]
  - os Estados Federados da Micronésia e
  - a República de Palau
- a República das Ilhas Marshall, um grupo principalmente de atóis[1]
- a República de Nauru, um atol elevado, isolado a sul do grupo anterior e
- a República de Kiribati que, por sua vez, agrupa vários grupos de ilhas[1]

Muitas destas ilhas foram ocupadas sucessivamente pelos espanhóis, pelos britânicos, pelos alemães e pelos japoneses. Com a derrota destes últimos na Segunda Guerra Mundial, os primeiros quatro territórios formaram o Protetorado das Ilhas do Pacífico das Nações Unidas, administrado pelos Estados Unidos.
Todos os povos da Micronésia falam línguas austronésias, entre as quais a língua chamorro das Marianas, que tem cerca de 70% de vocábulos do espanhol.
Tem aproximadamente 2 700 km² de terra.